# Kuramoto-modell
A Kuramoto-modell, melyet Kuramoto Josiki (蔵本 由紀; Hepburn: Yoshiki Kuramoto) vezetett be, egy matematikai modell amely egyes szinkronizációkat hívatott leírni. Specifikusabban egy olyan modell, amely sok csatolt oszcillátor (rotátor) viselkedését írja le. Alkalmazható különböző kémiai és biológiai oszcillátorokra.
Ahhoz, hogy a modell alkalmazható legyen, szükséges az, hogy az oszcillátorok hasonlóak legyenek (kicsi legyen az eltérés a frekvenciájuk között), a csatolás mértéke gyenge legyen, valamint ez a modell azt is feltételezi, hogy a kölcsönhatás szinuszosan függ az oszcillátorok között levő fáziskülönbségtől.

## Definíció
A leghasználtabb Kuramoto-modellben minden oszcillátornak megvan a saját, intrinszek {\displaystyle \omega _{i}} frekvenciája és mindegyik ugyanúgy van csatolva a többihez. Meglepetésre ez a teljesen nemlineáris rendszer megoldható egzaktul egy speciális alakú kapcsolást feltételezve. Az  oszcillátorrendszerre a következő egyenletet írhatjuk fel:
{\displaystyle {\frac {\partial \theta _{i}}{\partial t}}=\omega _{i}+{\frac {K}{N}}\sum _{j=1}^{N}\sin(\theta _{j}-\theta _{i}),\qquad i=1\ldots N},
ahol N az oszcillátorok száma. 

Abban az esetben, ha a rendszerben zaj is van, akkor az egyenlet a következőképpen módosul:
{\displaystyle {\frac {\partial \theta _{i}}{\partial t}}=\omega _{i}+\zeta _{i}+{\dfrac {K}{N}}\sum _{j=1}^{N}\sin(\theta _{j}-\theta _{i})},
{\displaystyle \zeta _{i}}  a zaj, és feltételezzük, hogy ez időfüggő, s a következő alakja van:
{\displaystyle \langle \zeta _{i}(t)\rangle =0} ,
{\displaystyle \langle \zeta _{i}(t)\zeta _{j}(t')\rangle =2D\delta _{ij}\delta (t-t')}

és {\displaystyle D} a zaj erősségét jellemzi.

## Transzformáció
Ahhoz, hogy ez a csatolt differenciálegyenletrendszer analitikusan megoldható legyen, egy transzformációra van szükségünk. 
Mégpedig meghatározzuk a következő rendparamétereket  {\displaystyle r} és {\displaystyle \psi } , s a transzformáció, amelyik segítségével meg lehet oldani a rendszert (legalábbis abban az esetben, ha N → ∞) a következőképpen fog kinézni
{\displaystyle re^{i\psi }={\frac {1}{N}}\sum _{j=1}^{N}e^{i\theta _{j}}}.
Itt {\displaystyle r} a fáziskoherenciáját  jelenti az oszcillátorrendszernek és {\displaystyle \psi } az átlagos fázist. Ha az előző egyenletre alkalmazzuk ezt a transzformációt, akkor az a következőképpen alakul át: 
{\displaystyle {\frac {\partial \theta _{i}}{\partial t}}=\omega _{i}+Kr\sin(\psi -\theta _{i})}.
Így sikerült a csatolt egyenletrendszerünket egymástól független egyenletekre szétválasztani, most már az egyenletek csak a két rendparamétertől függnek. Egy másik transzformációt elvégezve, egy  forgó vonatkoztatási rendszerbe, amelyikben a statisztikai átlagfázis 0, az egyenlet a következőképpen fog kinézni
{\displaystyle {\frac {\partial \theta _{i}}{\partial t}}=\omega _{i}-Kr\sin(\theta _{i})}.
Most feltételezzük, hogy N tart a végtelenbe. Vegyük az intrinszik {\displaystyle \omega _{i}}, fázisok eloszlását, {\displaystyle g(\omega )}t és feltételezzük, hogy ez az eloszlásfüggvény le van normálva. Most tételezzük fel, hogy az oszcillátorok sűrűsége egy adott {\displaystyle \theta } fázisban, egy adott  {\displaystyle \omega } értékre, t időpillanatban {\displaystyle \rho (\theta ,\omega ,t)}. Ha normált akkor
{\displaystyle \int _{-\pi }^{\pi }\rho (\theta ,\omega ,t)\,d\theta =1.}
A kontinuitási egyenletet a következőképpen írhatjuk fel
{\displaystyle {\frac {\partial \rho }{\partial t}}+{\frac {\partial }{\partial \theta }}[\rho v]=0,}
ahol {\displaystyle v} a driftsebessége az oszcillátoroknak, amit az áttranszformált egyenletből kapunk, ezt behelyettesítve, az egyenlet a következő alakú lesz
{\displaystyle {\frac {\partial \rho }{\partial t}}+{\frac {\partial }{\partial \theta }}[\rho \omega +\rho Kr\sin(\psi -\theta )]=0.}
Át kell értelmezzük még a rendparamétert a folytonos esetre, és  {\displaystyle \theta _{i}}  helyett az állapotsűrűséget kell használni, valamint a szummát át kell alakítanunk integrállá, ekkor így fog kinézni a rendparaméterek definíciója:
{\displaystyle re^{i\psi }=\int _{-\pi }^{\pi }e^{i\theta }\int _{-\infty }^{\infty }\rho (\theta ,\omega ,t)g(\omega )\,d\omega \,d\theta .}

## Megoldás
A nem-szinkronizált állapotnak, amikor minden oszcillátor teljesen véletlenszerűen oszcillál az a megoldás felel meg, hogy {\displaystyle \rho =1/(2\pi )}. Ebben az esetben {\displaystyle r=0}, és nincs koherencia az oszcillátorok között,vagyis az oszcillátorok egyenletesen oszlanak el az összes lehetséges fázis között. Ha a csatolás K eléggé erős, akkor egy teljes szinkronizáció lehetséges. Ebben az esetben minden oszcillátornak közös a frekvenciája, annak ellenére hogy a fázisuk különböző. Van még egy megoldás, mikor  a rendszer egy része  szinkronizálódik, s a többi oszcillátor véletlenszerűen oszcillál. Ilyenkor az eloszlásfüggvény a következő alakú:
{\displaystyle \rho =\delta \left(\theta -\psi -\arcsin \left({\frac {\omega }{Kr}}\right)\right)}
Eredményként tehát azt kapjuk, hogy létezik egy K kritikus kapcsolás, amely alatt a rendszer nem szinkronizálódik, de felette valamilyen fokú szinkronizáció észlelhető.
A számítások értelmében ennek a K kritikus csatolásnak az értéke arányos az oszcillátorok frekvenciájának diszperziójával [8]. Vagyis minél nagyobb az eltérés  az oszcillátorok frekvenciái közt, annál nagyobb kell legyen az értéke a csatolási állandónak,(tehát annál erősebben csatolt kell legyen) ahhoz hogy az oszcillátorok szinkronizálódjanak.